# ولادیمیر بلی
ولادیمیر بلی (ایتالیایی: Wladimir Belli؛ زادهٔ ۲۵ ژوئیهٔ ۱۹۷۰) دوچرخه‌سوار اهل ایتالیا است. وی در مسابقات جیرو دیتالیا شرکت کرده است.